# Дарлинг (ЮАР)
Дарлинг (африк. и англ. Darling) — город на юго-западе Южно-Африканской Республики, на территории Западно-Капской провинции. Входит в состав района Уэст-Кост. Является частью местного муниципалитета Свартланд. Состоит из двух частей: собственно Дарлинга и Нюведорпа.

## История
Поселение, из которого позднее вырос город, было основано в 1853 году и первоначально называлось Груне-Клоф (Groene Kloof). Позднее оно было переименовано в Дарлинг, в честь генерал-губернатора Капской колонии сэра Чарльза Генри Дарлинга (1809—1870). В 1901 году поселение получило статус сельской общины, а в 1955 году — статус муниципалитета.

## Географическое положение
Город расположен в юго-западной части провинции, вблизи побережья Атлантического океана, на расстоянии приблизительно 57 километров (по прямой) к северо-северо-западу (NNW) от Кейптауна, административного центра провинции. Абсолютная высота — 252 метра над уровнем моря.

## Климат
Климат города субтропический средиземноморский. Среднегодовое количество осадков — 394 мм. Наибольшее количество осадков выпадает в период с апреля по октябрь. Средний максимум температуры воздуха варьируется от 16,2 °C (в июле), до 27,4 °C (в феврале). Самым холодным месяцем в году является июль. Средняя минимальная ночная температура для этого месяца составляет 7 °C.

## Население
По данным официальной переписи 2001 года, в городе проживало 7550 человек, из которых мужчины составляли 48,45 %, женщины — соответственно 51,55 %. В расовом отношении цветные составляли 85,23 % от населения города, белые — 9,4 %; негры — 5,28 %; азиаты (в том числе индийцы) — 0,08 %. Наиболее распространёнными среди горожан языками были: африкаанс (96,73 %), английский (4,21 %) и коса (3,1 %).

Согласно данным, полученным в ходе проведения официальной переписи 2011 года, совокупное население Дарлинга и Нюведорпа составляло 10 420 человек, из которых мужчины составляли 47,82 %, женщины — соответственно 52,18 %. В расовом отношении цветные составляли 81,92 % от населения города, негры — 8,58 %; белые — 8,15 %; азиаты (в том числе индийцы) — 0,39 %, представители других рас — 0,96 %. Наиболее распространёнными среди жителей города языками являлись: африкаанс (85,4 %), английский (6,18 %), коса (5,65 %), сесото (0,74 %) и тсвана (0,46 %).

## Транспорт
Через город проходят региональные шоссе R305 и R315. Имеется железнодорожная станция.